# Alat Maka
Pour les articles homonymes, voir Alat et Maka.
Alat Maka ou Alat-Makay est un village du Cameroun situé dans le département du Haut-Nyong (région de l'Est). Il appartient à la commune de Lomié et au canton de Nzime-Centre.

## Population
Le recensement de 2005 fait état de 181 habitants, dont 88 hommes et 93 femmes. 
En 1964-1965, Alat Maka comptait 102 habitants, d'ethnie Zaman (sous-groupe du peuple Boulou).

## Infrastructures
Le Dictionnaire des villages du département du Haut Nyong de 1968 situe le village sur la piste auto jusqu'à Nemeyong, alors en création.
Au début des années 2010, Alat était relié à Lomié par une piste de collecte de 70 km, signalée comme impraticable. Il comptait une école primaire publique et une source aménagée.